# Oost-Aziatisch kampioenschap voetbal 2015
Het Oost-Aziatisch voetbalkampioenschap 2015 is een voetbaltoernooi voor nationale landenteams annex territoriumteams in de regio Oost-Azië en wordt georganiseerd door de Oost-Aziatische voetbalbond (EAFF, East Asian Football Federation). Japan was de titelverdediger, nadat het in 2013 het Chinees voetbalelftal onder zich hield in het eindklassement. In deze editie was het Zuid-Korea dat de titel pakte, opnieuw voor China.

## Deelnemende landen
De volgende tabel laat zien wanneer welke landen aan welke rondes meededen. 
| Eerste kwalificatieronde                         | Tweede kwalificatieronde                                                        | Eindronde |
| ------------------------------------------------ | ------------------------------------------------------------------------------- | --- |
| - Guam - Noordelijke Marianen - Macau - Mongolië | - Chinees Taipei - Hongkong - Noord-Korea - Guam (winnaar 1e kwalificatieronde) | - Japan (Eerste 2013) - China (Tweede 2013) - Zuid-Korea (Derde 2013) - Noord-Korea (winnaar 2e kwalificatieronde) |

## Eerste kwalificatieronde
De eerste ronde in het kwalificatietoernooi werd van 21 juli tot 25 juli 2014 gespeeld in Harmon, Guam.
| Team                 | GS | W | G | V | GV | GT | DS | Ptn. |
| -------------------- | -- | - | - | - | -- | -- | -- | ---- |
| Guam                 | 3  | 2 | 1 | 0 | 7  | 0  | +7 | 7    |
| Macau                | 3  | 1 | 1 | 1 | 4  | 4  | 0  | 4    |
| Mongolië             | 3  | 1 | 0 | 2 | 6  | 5  | –1 | 3    |
| Noordelijke Marianen | 3  | 1 | 0 | 2 | 2  | 10 | –8 | 3    |

|                             |                                                       |       |                      |                                                                  |
| 21 juli 2014 15.00 (UTC+10) | Mongolië                                              | 4 – 0 | Noordelijke Marianen | GFA National Training Center, Harmon Scheidsrechter: Jumpei Iida |
| 21 juli 2014 15.00 (UTC+10) | Munkh-Erdene 20' Soyol-Erdene ?' Murun ?' Bilegtii ?' |       |                      | GFA National Training Center, Harmon Scheidsrechter: Jumpei Iida |

|                                                |      |       |       |                                                                    |
| 21 juli 2014 «onderlinge duels» 17.30 (UTC+10) | Guam | 0 – 0 | Macau | GFA National Training Center, Harmon Scheidsrechter: Kao Jung-fang |
| 21 juli 2014 «onderlinge duels» 17.30 (UTC+10) |      |       |       | GFA National Training Center, Harmon Scheidsrechter: Kao Jung-fang |

|                             |                       |       |                      |                                                                  |
| 23 juli 2014 15.00 (UTC+10) | Macau                 | 1 – 2 | Noordelijke Marianen | GFA National Training Center, Harmon Scheidsrechter: Kim Hee-gon |
| 23 juli 2014 15.00 (UTC+10) | Swaim 38' Schuler 65' |       | Pang Chi Hang 17'    | GFA National Training Center, Harmon Scheidsrechter: Kim Hee-gon |

|                                                |              |       |          |                                                                 |
| 23 juli 2014 «onderlinge duels» 17.30 (UTC+10) | Guam         | 2 – 0 | Mongolië | GFA National Training Center, Harmon Scheidsrechter: Ng Kai Lam |
| 23 juli 2014 «onderlinge duels» 17.30 (UTC+10) | Guy 16', 75' |       |          | GFA National Training Center, Harmon Scheidsrechter: Ng Kai Lam |

|                                                |                                            |       |          |                                                                    |
| 25 juli 2014 «onderlinge duels» 15.00 (UTC+10) | Macau                                      | 3 – 2 | Mongolië | GFA National Training Center, Harmon Scheidsrechter: Kao Jung-fang |
| 25 juli 2014 «onderlinge duels» 15.00 (UTC+10) | Lam Ka Seng ?' Chan Man ?' Tang Hou Fai ?' |       |          | GFA National Training Center, Harmon Scheidsrechter: Kao Jung-fang |

|                             |                                             |       |                      |                                                                  |
| 25 juli 2014 17.30 (UTC+10) | Guam                                        | 5 – 0 | Noordelijke Marianen | GFA National Training Center, Harmon Scheidsrechter: Jumpei Iida |
| 25 juli 2014 17.30 (UTC+10) | Matkin 32' Guy Lopez S. Nicklaw 69' Mariano |       |                      | GFA National Training Center, Harmon Scheidsrechter: Jumpei Iida |

## Tweede kwalificatieronde
De tweede kwalificatieronde werd georganiseerd door Taiwan van  11 november tot en met 18 november 2014. Noord-Korea plaatste zich voor het eindtoernooi.
| Team           | GS | W | G | V | GV | GT | DS | Ptn. |
| -------------- | -- | - | - | - | -- | -- | -- | ---- |
| Noord-Korea    | 3  | 2 | 1 | 0 | 7  | 2  | +5 | 7    |
| Hongkong       | 3  | 1 | 1 | 1 | 2  | 2  | 0  | 4    |
| Guam           | 3  | 1 | 1 | 1 | 3  | 6  | −3 | 4    |
| Chinees Taipei | 3  | 0 | 1 | 2 | 1  | 3  | −2 | 1    |

|                                                   |                                   |       |           |                                                                                    |
| 13 november 2014 «onderlinge duels» 16.00 (UTC+8) | Noord-Korea                       | 2 – 1 | Hongkong  | Taipei Municipal Stadium, Taipei Toeschouwers: 800 Scheidsrechter: Hiroyuki Kimura |
| 13 november 2014 «onderlinge duels» 16.00 (UTC+8) | Ri Chol-myong 59' O Hyok-chol 80' |       | McKee 83' | Taipei Municipal Stadium, Taipei Toeschouwers: 800 Scheidsrechter: Hiroyuki Kimura |

|                                                   |                  |       |                                 |                                                                                         |
| 13 november 2014 «onderlinge duels» 19.00 (UTC+8) | Chinees Taipei   | 1 – 2 | Guam                            | Taipei Municipal Stadium, Taipei Toeschouwers: 2.405 Scheidsrechter: Japan Kim Dae-yong |
| 13 november 2014 «onderlinge duels» 19.00 (UTC+8) | Chen Hao-wei 56' |       | Cunliffe 14' (pen.) Malcolm 42' | Taipei Municipal Stadium, Taipei Toeschouwers: 2.405 Scheidsrechter: Japan Kim Dae-yong |

|                                                   |              |       |                                                               |                                                                            |
| 16 november 2014 «onderlinge duels» 16.00 (UTC+8) | Guam         | 1 – 5 | Noord-Korea                                                   | Taipei Municipal Stadium, Taipei Toeschouwers: 657 Scheidsrechter: Tan Hai |
| 16 november 2014 «onderlinge duels» 16.00 (UTC+8) | Cunliffe 61' |       | Jong Il-gwan 14', 72' Ri Sang-chol 85', 89' Kye Song-hyok 90' | Taipei Municipal Stadium, Taipei Toeschouwers: 657 Scheidsrechter: Tan Hai |

|                                                   |                |                       |          |                                                                                  |
| 16 november 2014 «onderlinge duels» 19.00 (UTC+8) | Chinees Taipei | 0 – 1                 | Hongkong | Taipei Municipal Stadium, Taipei Toeschouwers: 8.860 Scheidsrechter: Kim Song-ho |
| 16 november 2014 «onderlinge duels» 19.00 (UTC+8) |                | Lam Ka Wai 54' (pen.) |          | Taipei Municipal Stadium, Taipei Toeschouwers: 8.860 Scheidsrechter: Kim Song-ho |

|                                                   |          |       |      |                                                                                 |
| 19 november 2014 «onderlinge duels» 16.00 (UTC+8) | Hongkong | 0 – 0 | Guam | Taipei Municipal Stadium, Taipei Toeschouwers: 167 Scheidsrechter: Kim Dae-yong |
| 19 november 2014 «onderlinge duels» 16.00 (UTC+8) |          |       |      | Taipei Municipal Stadium, Taipei Toeschouwers: 167 Scheidsrechter: Kim Dae-yong |

|                                                   |                |       |             |                                                                                      |
| 19 november 2014 «onderlinge duels» 19.00 (UTC+8) | Chinees Taipei | 0 – 0 | Noord-Korea | Taipei Municipal Stadium, Taipei Toeschouwers: 5.807 Scheidsrechter: Hiroyuki Kimura |
| 19 november 2014 «onderlinge duels» 19.00 (UTC+8) |                |       |             | Taipei Municipal Stadium, Taipei Toeschouwers: 5.807 Scheidsrechter: Hiroyuki Kimura |

## Eindronde
Het hoofdtoernooi vindt plaats tussen 2 en 9 augustus 2015 in Wuhan, China. 
| Team        | GS | W | G | V | GV | GT | DS | Ptn. |
| ----------- | -- | - | - | - | -- | -- | -- | ---- |
| Zuid-Korea  | 3  | 1 | 2 | 0 | 3  | 1  | +2 | 5    |
| China       | 3  | 1 | 1 | 1 | 3  | 3  | 0  | 4    |
| Noord-Korea | 3  | 1 | 1 | 1 | 2  | 3  | –1 | 4    |
| Japan       | 3  | 0 | 2 | 1 | 3  | 4  | −1 | 2    |

|                                                  |                           |       |         |                                                           |
| 2 augustus 2015 «onderlinge duels» 18:20 (UTC+8) | Noord-Korea               | 2 – 1 | Japan   | Wuhan Sportcentrum, Wuhan Scheidsrechter: Alireza Faghani |
| 2 augustus 2015 «onderlinge duels» 18:20 (UTC+8) | Hyok-chol 77' Hyon-il 87' |       | 2' Muto | Wuhan Sportcentrum, Wuhan Scheidsrechter: Alireza Faghani |

|                                                  |       |                           |            |                                                            |
| 2 augustus 2015 «onderlinge duels» 21:00 (UTC+8) | China | 0 – 2                     | Zuid-Korea | Wuhan Sportcentrum, Wuhan Scheidsrechter: Fahad Al-Mirdasi |
| 2 augustus 2015 «onderlinge duels» 21:00 (UTC+8) |       | 45' Seung-dae 57' Jong-ho |            | Wuhan Sportcentrum, Wuhan Scheidsrechter: Fahad Al-Mirdasi |

|                                                  |               |       |              |                                                                   |
| 5 augustus 2015 «onderlinge duels» 18:20 (UTC+8) | Japan         | 1 – 1 | Zuid-Korea   | Wuhan Sportcentrum, Wuhan Scheidsrechter: Muhammad Taqi Aljaafari |
| 5 augustus 2015 «onderlinge duels» 18:20 (UTC+8) | Yamaguchi 39' |       | 26' Hyun-soo | Wuhan Sportcentrum, Wuhan Scheidsrechter: Muhammad Taqi Aljaafari |

|                                                  |                 |       |             |                                                             |
| 5 augustus 2015 «onderlinge duels» 21:00 (UTC+8) | China           | 2 – 0 | Noord-Korea | Wuhan Sportcentrum, Wuhan Scheidsrechter: Mohd Amirul Izwan |
| 5 augustus 2015 «onderlinge duels» 21:00 (UTC+8) | Yu 36' Wang 51' |       |             | Wuhan Sportcentrum, Wuhan Scheidsrechter: Mohd Amirul Izwan |

|                                                  |            |       |             |                                                           |
| 9 augustus 2015 «onderlinge duels» 17.10 (UTC+8) | Zuid-Korea | 0 – 0 | Noord-Korea | Wuhan Sportcentrum, Wuhan Scheidsrechter: Alireza Faghani |
| 9 augustus 2015 «onderlinge duels» 17.10 (UTC+8) |            |       |             | Wuhan Sportcentrum, Wuhan Scheidsrechter: Alireza Faghani |

|                                                  |        |       |          |                                                            |
| 9 augustus 2015 «onderlinge duels» 20.10 (UTC+8) | China  | 1 – 1 | Japan    | Wuhan Sportcentrum, Wuhan Scheidsrechter: Fahad Al-Mirdasi |
| 9 augustus 2015 «onderlinge duels» 20.10 (UTC+8) | Wu 10' |       | 41' Muto | Wuhan Sportcentrum, Wuhan Scheidsrechter: Fahad Al-Mirdasi |

| Oost-Aziatisch kampioenschap Winnaar 2015 |
| ----------------------------------------- |
| ZUID-KOREA 3de titel                      |

## Doelpuntenmakers
2 doelpunten
- Yuki Muto

1 doelpunt
- Yu Dabao
- Wang Yongpo
- Wu Lei

- Hotaru Yamaguchi
- Ri Hyok-chol
- Pak Hyon-il

- Jang Hyun-soo
- Kim Seung-dae
- Lee Jong-ho